# Пуебла (штат)
Пуе́бла (ацт. Puebla) — штат Мексики, розташований в центрі країни. Межує зі штатами Веракрус, Мехіко, Ідальго, Тласкала, Морелос, Оахака та Герреро. Столиця штату — місто Пуебла.
Пуебла (ісп. вимова: [pweβla]). Офіційна назва «Estado Libre y Soberano de Puebla» — «суверенний штат Пуебла» — мексиканський штат, розташований на південному сході[уточнити] країни на межі з федеральним округом Мехіко. Він приблизно трикутної форми, з широкою частиною на півночі. Кордони з Веракрус на сході, Ідальго, Мехіко, Тласкала і Морелос — на заході, Герреро й Оахака — на півдні. Найбільшими містами штату є Пуебла — столиця ⁣Теуакан. Уміщує 217 муніципалітетів. Центр держави складається з Cuetlaxcuapan — долини, що означає мовою науатль «місце, де змії скидають шкіру».[2] Історія походження держави бере початок з міста Пуебла, заснованого іспанцями в 1531 році для забезпечення торгового шляху між Мехіко і портом Веракрус.

## Історія

### Період нестабільності

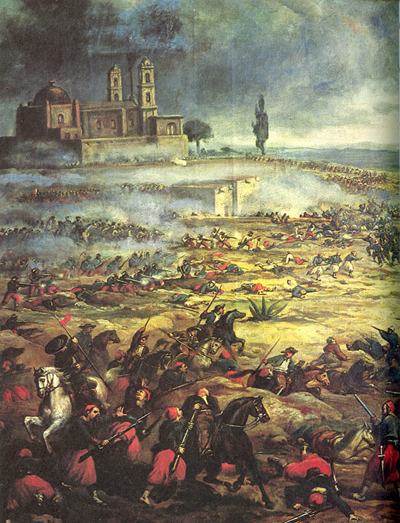
Битва біля Пуебли (5 травня 1862). Художник — Майк Маннінг

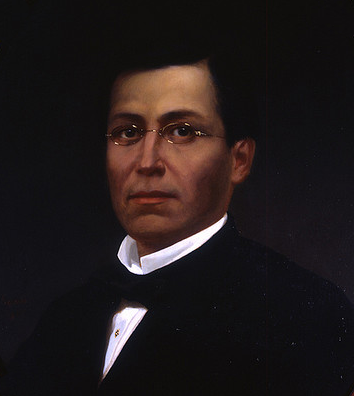
Ігнасіо Сарагоса (1829—1862)

Під час війни за незалежність Мексики, місто Пуебла залишалося вірним віцекоролю у Мехіко та направляло свої війська на захист його в битві під Монте-де-лас-Крусес проти Мігеля Ідальго. Все ж таки південна частина штату, особливо міста Ісюкар і С'єрра-Мікстека, вели активну боротьбу проти іспанських колонізаторів.  Після проголошення незалежності першим губернатором штату став Карлос Гарсія Арріага. У 1824 році, згідно з конституцією Мексики, Пуебла отримала статус штату і розділена на 21 частину. Іспанці остаточно були вигнані зі штату в 1827 році. У 1849 році держава була реорганізована на вісім департаментів і 162 муніципалітетів, а у 1895 році на 21 округ зі 180 муніципалітетами.
Протягом решти XIX ст. штат отримав економічний розвиток. У 1831 році була побудована перша механізована текстильна фабрика, незабаром у місті Пуебла з'явилося і 17 інших. У 1845 році місто Пуебла потрапило в облогу від Антоніо Санта-Анни, а через 2 роки, на шляху до Мехіко, на чолі з генералом Вінфілдом Скоттом місто захопили американці. Американські війська залишили місто лише через 3 роки після закінчення американо-мексиканської війни. 
Під час війни за реформи проти федерального уряду вибухнуло повстання на чолі з Франціско Ортегою. 5 травня 1862 року французькі війська в кількості 6000 солдатів у битві біля Пуебли намагалися захопити форти Лорето та Гуаделупе, але були відбиті силами Ігнасіо Сарагоси.  Пізніше, після смерті повстанця, місто отримало назву Героїка-Пуебла-де-Сарагоса. Проте через рік французам вдалося захопити штат і до 1867 року над Пуеблою було встановлено контроль  імператорського дому.

### Портфіріо Діас
У 1873 році місто Пуебла було з'єднане залізничною лінією з містом Веракрус. У 1879 році була побудована парафіянська школа в Ескуелі. У 1907 році в Неккасі побудували гідроелектростанцію. Проте тяжкі умови праці й жорстоке ставлення до робітників спровокували низку повстань проти режиму Портфіріо Діаса. У листопаді 1910 року федеральні війська напали на будинок революціонера Сердана в Пуеблі, в результаті якого вбили Аквілеса та його брата Максимо. Ці дії федерального уряду стали приводом до початку повномаштабного революційного руху.

### Революція (1910—1920)

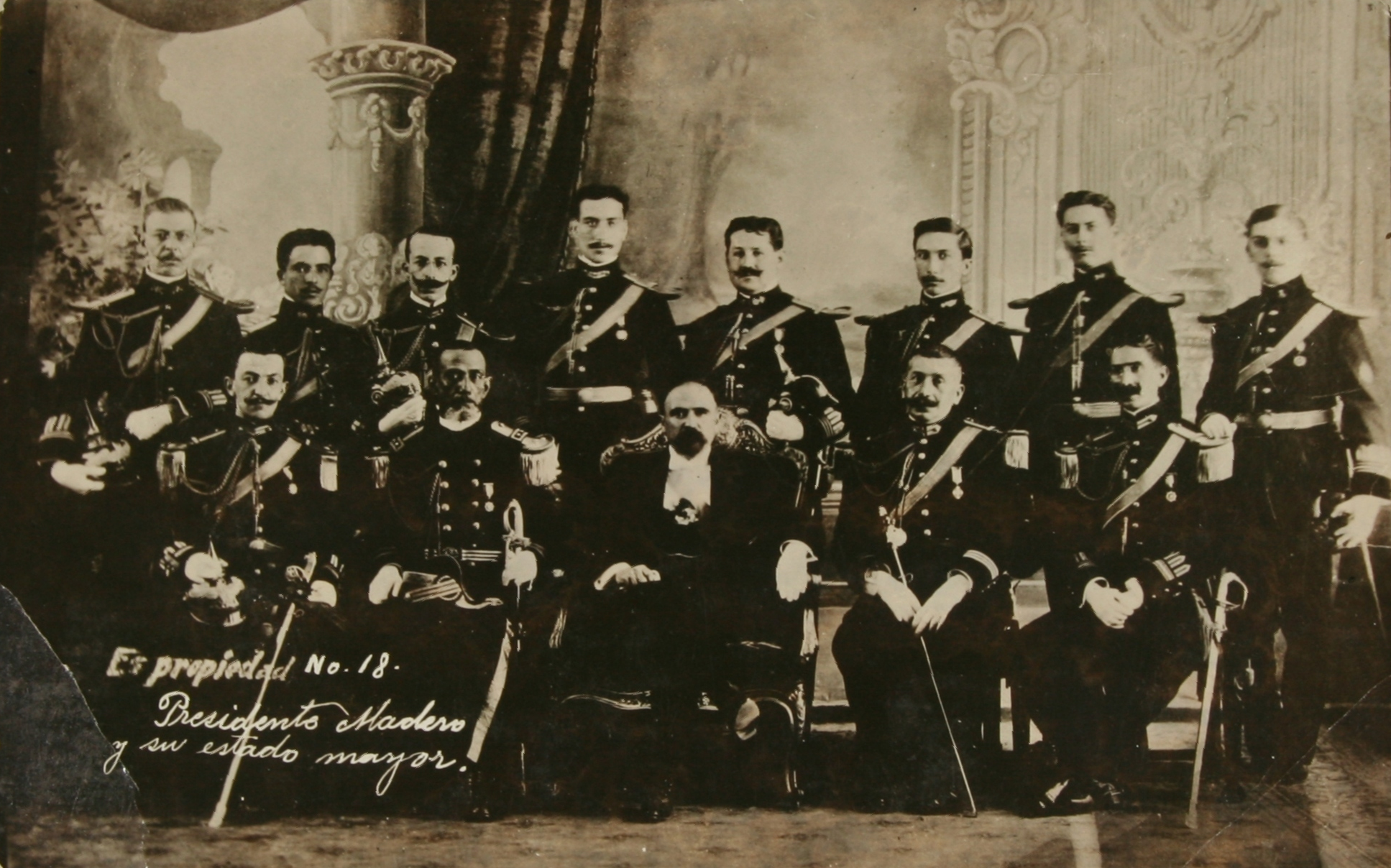
Президент Франціско І. Мадеро (в центрі) серед своїх підлеглих. Фото — Агустін Віктор Казасола (1911)

Під час мексиканської революції у 1911 році в   муніципалітеті Чіконкуаутла, штату Пуебла, розміщувався штаб повстанців бригади Франціско I. Мадеро під командуванням генералів Естебана, Еліано-і-Гаспар Маркеса, Карлоса I. Бетанкоурта, Алехандро Деніса, Альваро Лехуги та Агапіто-і-Габрієля Накіма. У 1912 році більшість муніципалітетів штату Пуебла потрапили в підпорядкування Армії звільнення Півдня Еміліано Сапати. У 1914 році федеральний уряд Венустіано Карранзи почав активну боротьбу проти сапатистів. У місті Чіконкуаутла була побудована фабрика на якій виготовляли зброю та мідні монети. У 1917 році, після прийняття Конституції Мексики, в штаті Пуебла були відновлені 222 муніципалітети. На початку травня 1920 року в муніципалітеті Альдібі відбувся останній бій поміж загонами Альваро Обрегона та федеральними військами Карранзи. 21 травня 1920 року у місті Тлаксалатонго (муніципалітет Хіпотепек), що розміщене в гірській місцевості Сієрра-Норте, генерал Родольфо Ґерреро зрадив Карранзу і вбив його.

### Наш час

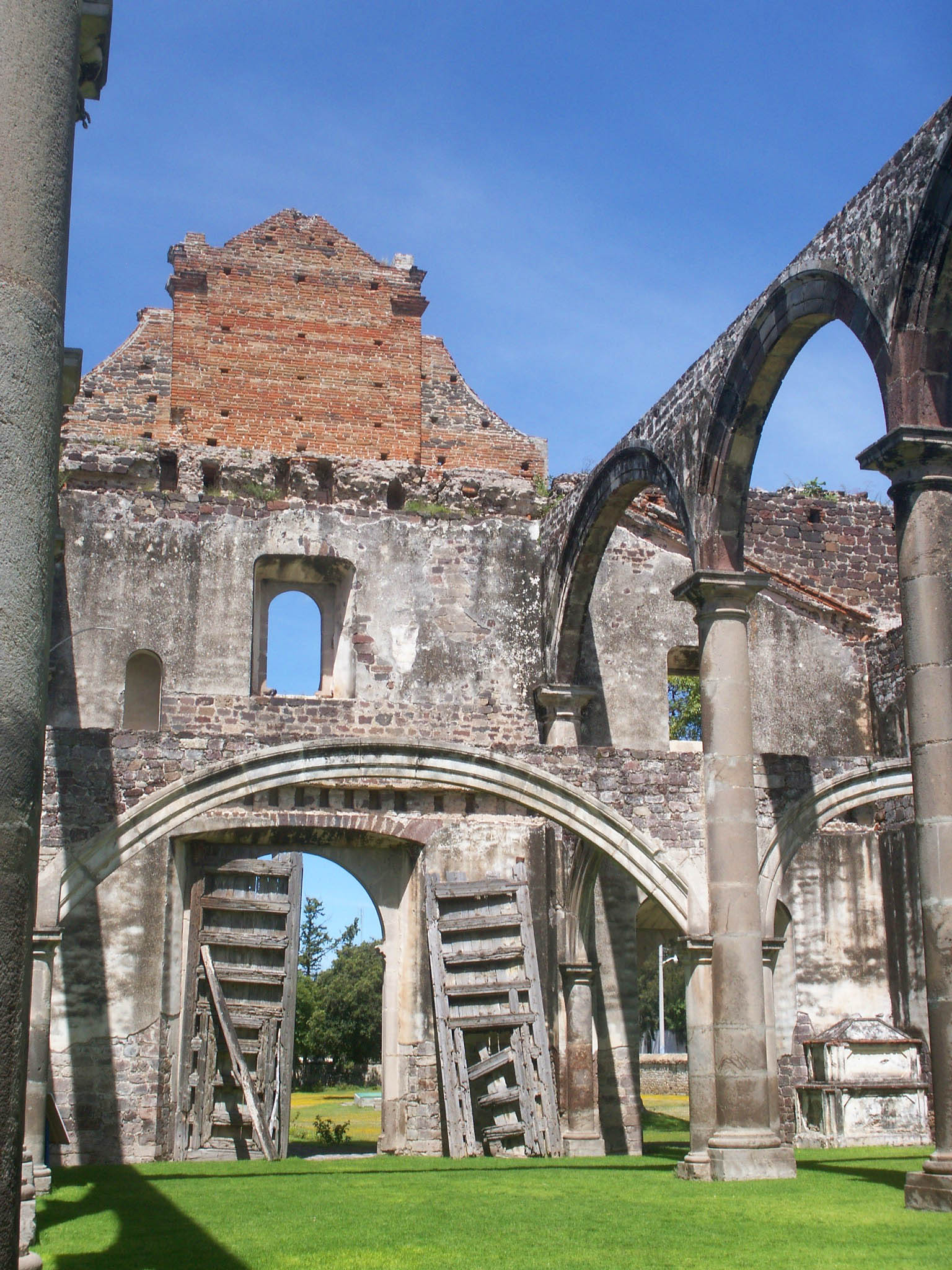
Залишки монастиря св. Франческо в місті Текала-де-Херерра (XVI ст.)

В післяреволюційний період штат переживав нестабільні часи. Лише починаючи з 1942 року, після того, як губернатором був призначений  Густав Діас Ордаз, в Пуеблі відчувся значний економічний зріст.
Нині Пуебла займає 4 місце у Мексиці за кількістю промислових районів. У 1977 році місто Пуебла було названо «Зоною історичних пам'ятників», а в 1987 році віднесена до світової спадщини ЮНЕСКО.
У 1998 році у штаті був оголошений надзвичайний стан — було зафіксовано 122 пожежі, які знищили 2 998 га лісових угідь. У 1999 році землетрус у Техуаці  завдав величезної шкоди історичним пам'яткам у Пуеблі, особливо постраждали церкви та будівлі колоніальної епохи. 

## Географія та клімат
Межує зі штатами Веракрус на сході, Ідальго, Мехіко, Тласкала і Морелос на заході, і Герреро й Оахака на півдні. Найбільшими містами є адміністративний центр штату Пуебла і місто Теуакан і складається з 217 муніципалітетів. Штат створений 23 грудня 1823 року навколо міста Пуебла, заснованого іспанцями в 1530 році для забезпечення торгового шляху між Мехіко і портом Веракрус.
Один з найбільш високогірних штатів Мексики. На території штату розташовано чотири найвищі точки країни: вулкани Сітлалтепетль (5747 м), Попокатепетль (5500 м), Істаксіуатль (5220 м) і Ла-Малінче (4461 м). Штат лежить на центральному нагір'я Мексики між хребтами С'єрра Невада (Sierra Nevada) та Східної С'єрра Мадре (Sierra Madre Oriental). Велика частина гір належать гірським системам Східна С'єрра Мадре і Трансмексиканскій Вулканічний Пояс (Eje Neovolcánico). Перша має місцева назва С'єрра Норте дель Пуебла (Sierra Norte del Puebla), і простягається в штаті з північного заходу, а потім розпадається на менші ланцюги С'єрра де Сакапоастла (Sierra de Zacapoaxtla), С'єрра де Уаучінанго (Sierra de Huauchinango), С'єрра де Тесіутлан (Sierra de Teziutlán), С'єрра де Тетела де Окампо (Sierra de Tetela de Ocampo), С'єрра де Чігнауапан (Sierra de Chignahuapan) і С'єрра де Сакатлан (Sierra de Zacatlán). На півдні Пуебли основні височини С'єрра де Атенауакан (Sierra de Atenahuacán), Сапотітлан (Zapotitlán), Ломеріо аль Суроесте (Lomerio al Suroeste) і С'єрра де Теуакан (Sierra de Tehuacán). Зі штату Веракрус простягається С'єрра Мадре дель Гольфо (Sierra Madre del Golfo). Природна географія штату підрозділяється на плато Уастека (Huasteco), зона Льанурас і Ломеріос (Llanuras y Lomeríos), Лагос і Вольканос дель Анауак (Lagos y Volcanes del Anáhuac) розташовані на півночі й центрі штату і займають 50 % площі штату; Чіконкіако (Chiconquiaco), Льянурас і С'єррас де Керетаро е Ідальго (Llanuras y Sierras de Querétaro e Hidalgo) — на сході й північному сході (3 % площі); Кордильєра Костера дель Сур (Cordillera Costera del Sur), міштеків Альта (Mixteca Alta) — на заході й південному заході (2,5 %); С'єррас і Вальєс Герренсес (Sierras y Valles Guerrenses), С'єррас Сентралес де Оахака (Sierras Centrales de Oaxaca), С'єррас Орьенталес (Sierras Orientales) — на півдні (15 %) і Сур де Пуебла (Sur de Puebla) — на південному заході (26 %).
У штаті протікають річки, що належать до трьох річкових басейнах. Перший басейн належить річці Атояк (Atoyac), яка бере початок з льодовика гір Алос (Halos), Телапон (Telapón) і Папагайо (Papagayo) і води річки Сауапан (Zahuapan), що протікає в штаті Тласкала. Ця річка отримує далі притоки — Акат (Acateno), Атила (Atila), Амакусак (Amacuzac), Молінос (Molinos) і Коетцала (Cohetzala). Ця річка тече на захід, і зрештою впадає в Тихий океан. Наступний річковий басейн несе свої води до Мексиканської затоки й складається з річок Пантепек (Pantepec), Касонес (Cazones), Некаха (Necaxa), Лахахальпан (Laxaxalpan), Сан Педро / Сун (San Pedro / Zun), Семпоала (Zempoala), Апулько (Apulco), Седро Велья (Cedro Viejo), Сальтерос (Salteros), Мартінес де ла Торре (Martínez de la Torre) і інших дрібних річок на східному боці штату. Третій басейн заснований на великій кількості дрібних озер — джерелах чистої води. Найвідоміші з них: Чігнауапан (Chignahuapan), Агуа Асуль (Agua Azúl), Амалукан (Amalucan), Сіснакульяс (Cisnaqullas), Гарсікреспо (Garcicrespo), Альмолойя (Almoloya) Ранчо Колорадо (Rancho Colorado), Чапулько (Chapulco), Сан Вернадіно (San Bernadino), Лагунас Епатлан (Lagunas Epatlán), Аютла (Ayutla), Альмолойян (Almoloyan), Альчічіка (Alchichica), Пауатлан (Pahuatlán), Лас Мінас (Las Minas), Альхохука (Aljojuca) і Текітла (Tecuitlapa).
Клімат в штаті відрізняється різноманіттям внаслідок різкого перепаду висот над рівнем моря. Середня температура в штаті +16 °С, але сильно варіюється. Існує сезон дощів з травня по жовтень, а в середньому опадів випадає 800 мм. Штат підрозділяється на одинадцять кліматичних зон. На півночі й в центральному регіоні переважає помірний і напівдощовий клімат з середньою температурою +15 °С і 850 мм опадів. Південний захід має жаркий клімат з середньою температурою + 22 °С і 830 мм. На півночі також є зони з температурою + 22 °С і 2250 мм, на південному сході напівсухий клімат з теплою і помірною погодою, з середньою температурою + 22 °C і 550 мм опадів.